# ميشائيل غريغوريتش
ميشائيل غريغوريتش (بالألمانية: Michael Gregoritsch)‏ (18 أبريل 1994 غراتس النمسا - ) هو لاعب كرة قدم نمساوي، يلعب كمهاجم.

## وصلات خارجية
ميشائيل غريغوريتش على موقع الاتحاد الدولي (مؤرشف)  (الإنجليزية)
- ميشائيل غريغوريتش على موقع الاتحاد الأوربي (الإنجليزية)
- ميشائيل غريغوريتش على موقع قاعدة بيانات كرة القدم.إي يو (الإنجليزية)
- ميشائيل غريغوريتش على موقع بيانات كرة القدم. دي إي (الألمانية)
- ميشائيل غريغوريتش على موقع ليكيب (الفرنسية)
- ميشائيل غريغوريتش على موقع ناشيونال فوتبول تيمز (الإنجليزية)
- ميشائيل غريغوريتش على موقع Soccerway.com (الإنجليزية)
- ميشائيل غريغوريتش على موقع عالم كرة القدم.نت (الإنجليزية)
- ميشائيل غريغوريتش على موقع AS.com (الإسبانية)